# صلاة التوبة
صلاة التوبة أو صلاة الاستغفار هي صلاة يصليها المُصلي إذا أراد الرجوع عن ذنب ما، وهي من الصلوات المستحبة في الإسلام التي يتوسل فيها العبد إلى الله لتقبل توبته عند وقوعه في معصية سواء كانت كبيرة أو صغيرة. ويستحب أداؤها عند عزم المسلم على التوبة من الذنب الذي ارتكبه.
ثبتت مشروعية هذه الصلاة عن النبي محمد، وهي تؤدى في جميع الأوقات بما في ذلك أوقات النهي. ويستحب للتائب مع هذه الصلاة فعل بعض القربات كالصدقة وغيرها.

## أدلة التوبة في القرآن الكريم
قال الله سبحانه وتعالى في سورة النور:
- ﴿وَقُلْ لِلْمُؤْمِنَاتِ يَغْضُضْنَ مِنْ أَبْصَارِهِنَّ وَيَحْفَظْنَ فُرُوجَهُنَّ وَلَا يُبْدِينَ زِينَتَهُنَّ إِلَّا مَا ظَهَرَ مِنْهَا وَلْيَضْرِبْنَ بِخُمُرِهِنَّ عَلَى جُيُوبِهِنَّ وَلَا يُبْدِينَ زِينَتَهُنَّ إِلَّا لِبُعُولَتِهِنَّ أَوْ آبَائِهِنَّ أَوْ آبَاءِ بُعُولَتِهِنَّ أَوْ أَبْنَائِهِنَّ أَوْ أَبْنَاءِ بُعُولَتِهِنَّ أَوْ إِخْوَانِهِنَّ أَوْ بَنِي إِخْوَانِهِنَّ أَوْ بَنِي أَخَوَاتِهِنَّ أَوْ نِسَائِهِنَّ أَوْ مَا مَلَكَتْ أَيْمَانُهُنَّ أَوِ التَّابِعِينَ غَيْرِ أُولِي الْإِرْبَةِ مِنَ الرِّجَالِ أَوِ الطِّفْلِ الَّذِينَ لَمْ يَظْهَرُوا عَلَى عَوْرَاتِ النِّسَاءِ وَلَا يَضْرِبْنَ بِأَرْجُلِهِنَّ لِيُعْلَمَ مَا يُخْفِينَ مِنْ زِينَتِهِنَّ وَتُوبُوا إِلَى اللَّهِ جَمِيعًا أَيُّهَ الْمُؤْمِنُونَ لَعَلَّكُمْ تُفْلِحُونَ ۝٣١﴾ [النور:31].

فعلق الفلاح بالتوبة، فمن تاب فقد أفلح، وقال سبحانه في سورة طه:
- ﴿وَإِنِّي لَغَفَّارٌ لِمَنْ تَابَ وَآمَنَ وَعَمِلَ صَالِحًا ثُمَّ اهْتَدَى ۝٨٢﴾ [طه:82].
- وقال سبحانه في: سورة التحريم: ﴿يَا أَيُّهَا الَّذِينَ آمَنُوا تُوبُوا إِلَى اللَّهِ تَوْبَةً نَصُوحًا عَسَى رَبُّكُمْ أَنْ يُكَفِّرَ عَنْكُمْ سَيِّئَاتِكُمْ وَيُدْخِلَكُمْ جَنَّاتٍ تَجْرِي مِنْ تَحْتِهَا الْأَنْهَارُ يَوْمَ لَا يُخْزِي اللَّهُ النَّبِيَّ وَالَّذِينَ آمَنُوا مَعَهُ نُورُهُمْ يَسْعَى بَيْنَ أَيْدِيهِمْ وَبِأَيْمَانِهِمْ يَقُولُونَ رَبَّنَا أَتْمِمْ لَنَا نُورَنَا وَاغْفِرْ لَنَا إِنَّكَ عَلَى كُلِّ شَيْءٍ قَدِيرٌ ۝٨﴾ [التحريم:8].

## سبب صلاة التوبة
سبب صلاة التوبة هو وقوع المسلمِ في معصية سواء كانت كبيرة أو صغيرة، فيجب عليه أن يتوب منها فوراً ويندم عليها ، ويقلع منها ، ويعزم ألا يعود إليها ، ويندب له أن يصلي هاتين الركعتين، فيعمل عند توبته عملاً صالحاً من أجل القربات وأفضلها، وهو هذه الصلاة، فيتوسل بها إلى الله تعالى رجاء أن يتقبل توبته، وأن يغفر ذنبه.

## مشروعية صلاة التوبة
هي الصلاة التي تؤدى بعد صدور ذنب من مسلم وتكون سببا في غفرانه، يقصد بها قبول التوبة من الذنب، وهي صلاة ركعتين ويمكن تسميتها بصلاة الاستغفار لاشتمالها عليه.
وهي ركعتين بعد الطهارة. بأي لفظ كأن يقول أستغفر الله وأتوب إليه ونحو ذلك فصلاة التوبة مستحبة باتفاق الأئمة الأربعة: مالك وأبي حنيفة والشافعي وأحمد.

## الأدلة من السنة المطهرة
فقد ورد فيها حديث صحيح رواه الترمذي وأبو داود وأحمد في «المسند» وغيرهم.
- فعن أبي بكر الصديق رضي الله عنه قال: سمعت رسول الله ﷺ يقول: «ما من عبد يذنب ذنبا فيحسن الطهور ثم يقوم فيصلي ركعتين ثم يستغفر الله إلا غفر له، ثم قرأ هذه الآية: ﴿وَالَّذِينَ إِذَا فَعَلُوا فَاحِشَةً أَوْ ظَلَمُوا أَنْفُسَهُمْ ذَكَرُوا اللَّهَ فَاسْتَغْفَرُوا لِذُنُوبِهِمْ وَمَنْ يَغْفِرُ الذُّنُوبَ إِلَّا اللَّهُ وَلَمْ يُصِرُّوا عَلَى مَا فَعَلُوا وَهُمْ يَعْلَمُونَ ۝١٣٥﴾ [آل عمران:135]».[3]
- وروى أحمد (26998) عن أَبي الدَّرْدَاءِ رضي الله عنه قال: سَمِعْتُ رَسُولَ اللَّهِ ﷺ يَقُولُ: «مَنْ تَوَضَّأَ فَأَحْسَنَ وُضُوءَهُ ثُمَّ قَامَ فَصَلَّى رَكْعَتَيْنِ أَوْ أَرْبَعًا (شك أحد الرواة) يُحْسِنُ فِيهِمَا الذِّكْرَ وَالْخُشُوعَ، ثُمَّ اسْتَغْفَرَ اللَّهَ عَزَّ وَجَلَّ، غَفَرَ لَهُ». قال محققو المسند: إسناده حسن. وذكره الألباني في سلسلة الأحاديث الصحيحة (3398).[4]

ولم يدل دليل على تحديد قراءة سورة آل عمران أو غيرها في هاتين الركعتين، بل يقرأ فيهما بما تيسر من القرآن.

## وقتها
وأما وقتها، فهي من النوافل المطلقة التي تُصلَّى في أي وقت؛ إلا في أوقات النهي.
وأوقات النهي خمسة:
- الأول: من بعد صلاة الفجر إلى طلوع الشمس. بحسب أبي حنيفة
- الثاني: من طلوع الشمس حتى ترتفع قيد رمح.
- الثالث: عند قيام الشمس منتصف السماء حتى تزول.
- الرابع: من بعد صلاة العصر إلى غروب الشمس. بحسب أبي حنيفة
- الخامس: إذا شرعت الشمس في الغروب حتى يتم.

فهذه خمسة أوقات لا تصلى فيها النوافل.
يستحب أداء هذه الصلاة عند عزم المسلم على التوبة من الذنب الذي اقترفه، سواء كانت هذه التوبة بعد فعله للمعصية مباشرة، أو متأخرة عنه، فالواجب على المذنب المبادرة إلى التوبة، لكن إن سوّف وأخّرها قبلت، لأن التوبة تقبل ما لم يحدث أحد من موانعها.

## موانعها
1. إذا بلغت الروح الحلقوم: قال رسول الله ﷺ: «إِنَّ اللَّهَ يَقْبَلُ تَوْبَةَ الْعَبْدِ مَا لَمْ يُغَرْغِرْ». حسنه الألباني في صحيح الترمذي (3537).
2. إذا طلعت الشمس من مغربها: قال النبي ﷺ: «مَنْ تَابَ قَبْلَ أَنْ تَطْلُعَ الشَّمْسُ مِنْ مَغْرِبِهَا تَابَ اللَّهُ عَلَيْهِ». رواه مسلم (2703).

وهذه الصلاة تشرع في جميع الأوقات بما في ذلك أوقات النهي (مثل: بعد صلاة العصر) لأنها من الصلوات التي لها سبب، فتشرع عند وجود سببها.
قال شيخ الإسلام ابن تيمية: «ذوات الأسباب كلها تفوت إذا أخرت عن وقت النهي، مثل سجود التلاوة، وتحية المسجد، و صلاة الكسوف، ومثل الصلاة عقب الطهارة، كما في حديث بلال، وكذلك صلاة الاستخارة، إذا كان الذي يستخير له يفوت إذا أخرت الصلاة، وكذلك صلاة التوبة، فإذا أذنب فالتوبة واجبة على الفور، وهو مندوب إلى أن يصلي ركعتين، ثم يتوب، كما في حديث أبي بكر الصديق». انتهى من مجموع الفتاوى (23/ 215).

## كيفيتها
صلاة التوبة ركعتان، كما في حديث أبي بكر الصديق رضي الله عنه.
- وذلك بعد ان يتطهر المسلم كجاهزيته للصلاة المفروضة.
- للتائب أن يصليها منفرداً، لأنها من النوافل التي لا تشرع لها صلاة الجماعة.
- ويندب له بعدها أن يستغفر الله تعالى.
- ولم يرد عن النبي ﷺ أنه يستحب تخصيص هاتين الركعتين بقراءة معينة، فيقرأ المصلي فيهما ما شاء.
- ويستحب للتائب مع هذه الصلاة أن يجتهد في عمل الصالحات، لقول الله تعالى في سورة طه: ﴿وَإِنِّي لَغَفَّارٌ لِمَنْ تَابَ وَآمَنَ وَعَمِلَ صَالِحًا ثُمَّ اهْتَدَى ۝٨٢﴾ [طه:82].
- ومن أفضل الأعمال الصالحة التي يفعلها التائب: الصدقة، فإن الصدقة من أعظم الأسباب التي تكفر الذنب، قال الله تعالى: ﴿إِنْ تُبْدُوا الصَّدَقَاتِ فَنِعِمَّا هِيَ وَإِنْ تُخْفُوهَا وَتُؤْتُوهَا الْفُقَرَاءَ فَهُوَ خَيْرٌ لَكُمْ وَيُكَفِّرُ عَنْكُمْ مِنْ سَيِّئَاتِكُمْ﴾ [البقرة:271].
- وثبت «عن كعب بن مالك رضي الله عنه أنه قال لما تاب الله عليه: يا رسول الله إنّ من توبتي أن أنخلع من مالي صدقة إلى الله وإلى رسوله، قال رسول الله: ( أمسك عليك بعض مالك فهو خير لك )، قال: فإني أمسك سهمي الذي بخيبر». متفق عليه.